# 落马桥水库
落马桥水库是中国湖北省黄冈市蕲春县境内的一座水库，位于乌石桥河上，建于1960年。水库正常库容为1078万立方米，集雨面积为12.2平方千米，海拔为58米。